# 劉希孟
劉希孟（1536年—？），字醇甫，號泰巖，山東青州府安丘縣人，軍籍，明朝政治人物。

## 生平
嘉靖四十年（1561年）辛酉科山東鄉試第四名舉人，隆慶五年（1571年）辛未科三甲第二百二十九名進士。吏部觀政，授安邑縣知縣，丁母憂歸。服闋，萬曆五年（1577年）起為河津縣知縣，八年（1580年）升兵部主事，九年（1581年）調吏部主事，十一年（1583年）升員外郎，养病。十五年復除本部，十六年升稽勳司郎中，歷驗封司、考功司、文选司郎中，十八年（1590年）四月升太常寺少卿，提督四夷館，十九年（1591年）十月升通政使司右通政，二十年改南京别用，二十一年（1593年）二月考察，致仕歸里。在家建一小亭，署名為“四休”。

## 家族
曾祖劉約；祖父劉普，壽官；父劉魁，休寧縣主簿，贈吏部稽勳司主事。前母馮氏（贈安人）；母董氏（贈安人）。兄劉希龍（河南按察司副使）、劉希尹（教諭）、劉希周、劉希曾，弟劉希夷、劉希程。